# 三遊亭桃生
三遊亭 桃生（さんゆうてい とうしょう）は、落語家の名。過去には3人確認されている。
- 初代三遊亭桃生 - 後∶三遊亭圓兵衛
- 二代目三遊亭桃生 - 本項で詳細
- 三代目三遊亭桃生 - 後∶九代目司馬龍生

三遊亭 桃生（さんゆうてい とうしょう、生没年不詳）は、落語家。本名∶堀江 元次郎。

## 経歴
はじめ明治の初めごろから初代春風亭小さん門下で柳家小まんを名乗る。
三代目都々逸坊扇歌門下で歌なめ、四代目三遊亭圓生の門下で三遊亭三喬から1883年に三遊亭桃生を襲名。
晩年は四代目橘家圓蔵の譲り弟子で番頭格になっていた。
没年未詳。1908年頃まで存命だったという。

## 人物
妻は吉原遊廓の金瓶大黒という有名な花魁。
実子はおらず前座、二ツ目時代の五代目三遊亭圓生を兵役逃れで養子に迎え入れたことがある
芸風は物まねや足芸、さかさま踊りなどを売りにする色物であった。